# Alexandra Cepraga
Alexandra Cepraga (cunoscută și ca Sanda Cepraga; n. 22 noiembrie 1952) este o realizatoare de emisiuni de televiziune și regizoare muzicală a Televiziunii Române. 

## Cariera
Lucrează la TVR din 1974, ocupându-se de regia muzicală a mai multor emisiuni de divertisment, printre care „Tezaur folcloric”, „Album duminical”, „Steaua fără nume”, „Marius, Olimpia și Mihaela - Un Trio Formidabil”, „Duelul Vedetelor”, „Careul cu 5 Ași”, „Școala Vedetelor”, „Ploaia de stele”, „Bravo-Bravissimo”, „Faimoșii”, „Stele de 5 stele”, „O vedetă populară”, „Taverna”, „Top Super Hit”, „Garantat 100%” și „O dată-n viață”.
A colaborat cu compozitori precum George Grigoriu, Temistocle Popa, Radu Șerban, Ionel Tudor la coloana sonoră a mai multor filme. A colaborat cu muzicieni precum Violeta Andrei, Elena Cârstea, Teodora Enache, Johnny Răducanu, Angela Similea, Sanda Ladoși și cu Orchestra Radioteleviziunii Române.  A fost regizoare muzicală a Festivalului Internațional „George Enescu”, Eurovision, Eurovision junior, Eurovision Young Musicians, Cerbul de Aur (edițiile din perioada 1992-2005, 2008-2009) și Festivalul Mamaia, făcând parte și din juriul mai multor festivaluri.

## Familie
Este căsătorită cu Teo Cepraga și are o fiică, Kitty Cepraga, care a fost VJ la postul MCM.

## Premii și distincții
- 2000 - Premiul de excelență „Tezaur folcloric”
- 2001 - Premiul de excelență „Un veac de dragoste”
- 2008 - Diploma de onoare „Cerbul de Aur”
- 2010 - Ordinul Ziariștilor, Clasa I Aur[5]

## Legături externe
- Alexandra Cepraga la Discogs